# Tryggve Gran
Pour les articles homonymes, voir Gran.
Jens Tryggve Herman Gran (20 janvier 1888 - 8 janvier 1980) est un explorateur, aviateur et auteur norvégien.

## Biographie

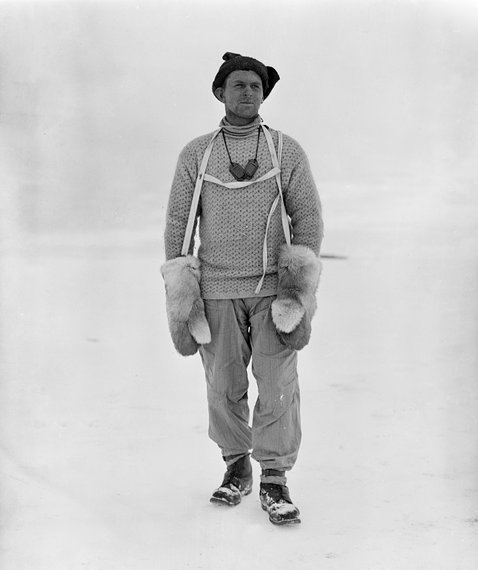
Tryggve Gran, 1911

Né à Bergen (Norvège), il grandit dans une famille aisée qui tient une place importante dans l'industrie de la construction navale. Son père meurt quand Tryggve a cinq ans. En 1900, il est envoyé dans une école en Suisse pendant un an, où il apprend un peu d'allemand et de français. Trois ans plus tard, il rencontre l'empereur allemand, Guillaume II, souvent invité chez l'entourage de la famille de Tryggve. Cette rencontre à l'âge de 14 ans le décide à devenir officier naval plus tard. Il avait déjà passé plusieurs années dans le bataillon Nygaards des buekorps (une organisation de jeunes de Bergen).
Il est un footballeur doué, jouant dans l'équipe nationale norvégienne en 1908.
Il s'intéresse à la science et à l'exploration dans les années suivantes, ce qui le mène, en 1910, à sa recommandation par Fridtjof Nansen à Robert Falcon Scott. Ce dernier se trouvait en Norvège préparant son expédition en Antarctique (l'expédition Terra Nova) et cherchant de nouveaux hommes pour le voyage. Scott, impressionné, prend Gran (très bon skieur) dans son équipe. Il fera partie plus tard du groupe qui découvrit le cadavre de Scott, et ses skis seront utilisés pour former une croix au-dessus de sa tombe. Il se voit décerner la médaille polaire par George V.
Pendant le voyage de retour, Gran rencontre l'aviateur irlandais Robert Lorrain et commence à s'intéresser à l'aviation. Il devient un pilote accompli à l'école d'aviation de Louis Blériot à Paris, et le 30 juillet 1914, il devient le premier à survoler la mer du Nord. Il décolle à bord d'un Blériot XI, de la baie de Cruden (Écosse) et arrive à Jæren en Norvège 4 heures et demie plus tard.
Cinq jours après, le Royaume-Uni s'engage dans la Première Guerre mondiale. Gran, alors premier lieutenant dans les forces aériennes de la Norvège, se porte volontaire à la Royal Air Force. Il est rejeté à cause de la neutralité déclarée de son pays natal. Pourtant, cela ne l'arrête pas ; il est admis dans la RAF sous le pseudonyme de « Captain Teddy Grant » du Canada. Il sert la RAF à Londres, sur le front de l'Ouest et à Arkhangelsk. Gran dit avoir abattu l'avion du célèbre pilote allemand Hermann Göring le 8 ou 9 septembre 1917, ce qu'il ne découvre que plusieurs années après la guerre, en rencontrant Göring et en comparant leurs livres de bord. Pendant la guerre, il est promu au grade de major dans la RAF ; on lui décerne la croix militaire pour service distingué en temps de guerre.
Après la guerre, Gran commence à faire des conférences sur l'aviation et sur ses voyages en Antarctique et écrit plusieurs livres. En 1928, il fait partie d'une équipe de recherche pour trouver Roald Amundsen, dont l'avion s'était écrasé.
Pendant la Seconde Guerre mondiale, il est proche de la Nasjonal Samling (le parti nationaliste de Vidkun Quisling). Le parti utilise son statut de héros national pour la propagande de guerre, et en 1944 on sort un timbre pour célébrer le 30e anniversaire de son vol au-dessus de la mer du Nord. Certains disent que Gran craignait des représailles de la part du parti nationaliste dû à son service dans la RAF lors de la Première Guerre mondiale, et d'autres que son amitié avec Göring et son amertume dû au refus des forces aériennes de la Norvège de lui offrir un poste à temps plein sont les raisons derrière son appui à la Nasjonal Samling. Il est reconnu coupable de trahison en 1948 et condamné à 18 mois de prison.
Il meurt à Grimstad (Norvège) le 8 janvier 1980, quelques jours avant son 92e anniversaire.

## Source
- (en) Cet article est partiellement ou en totalité issu de l’article de Wikipédia en anglais intitulé « Tryggve Gran » (voir la liste des auteurs).